# Доленя Вас (Загорє-об-Саві)
Доленя Вас (словен. Dolenja vas) — поселення в общині Загорє-об-Саві, Засавський регіон, Словенія. Висота над рівнем моря: 327,1 м.